# Nicolae Papuc
Nicolae Papuc (Trivalea-Moșteni, 6 febbraio 1973) è un ex pentatleta rumeno.

## Palmarès
In carriera ha conseguito i seguenti risultati:
- Mondiali:

Pesaro 2000: bronzo nel pentathlon moderno individuale.
- Europei

Székesfehérvár 2000: argento nel pentathlon moderno individuale.